# Feodor Lark
Feodor Lark (20 de junio de 1997) es un ex actor de televisión ruso, conocido por su papel como Bridgette DuBois en la serie de televisión Medium de NBC/CBS.

## Vida personal
Lark nació en Siberia, Rusia, el 20 de junio de 1997. Fue adoptado por una mujer estadounidense llamada Peggy Lark.
En mayo de 2021, Lark se declaró transgénero en sus cuentas de redes sociales, especificó que usaba pronombres masculinos y reveló su nuevo nombre, Feodor.

## Carrera
Entre 2005 y 2011, a partir de los ocho años, Lark interpretó a Bridgette DuBois, la hija mediana de la familia DuBois, en el drama televisivo de NBC/CBS Medium, protagonizado por Patricia Arquette. El 3 de septiembre de 2006, Lark se convirtió en la persona más joven en ser copresentadora de The View' de la ABC.

## Filmografía

### Cine
| Año  | Título        | Papel                        | Notas        |
| ---- | ------------- | ---------------------------- | ------------ |
| 2008 | Surviving Sid | Chica oso hormiguero (Cindy) | Cortometraje |
| 2012 | Kirby Buckets | Dawn Buckets                 | Película     |

### Televisión
| Año       | Título | Papel            | Notas         |
| --------- | ------ | ---------------- | ------------- |
| 2005-2011 | Medium | Bridgette DuBois | 129 episodios |